# Leo Boivin
Leo Joseph Boivin (* 2. August 1932 in Prescott, Ontario; † 16. Oktober 2021) war ein kanadischer Eishockeyspieler, -trainer und -scout, der im Verlauf seiner aktiven Karriere zwischen 1952 und 1970 unter anderem 1204 Spiele für die Boston Bruins, Toronto Maple Leafs, Detroit Red Wings, Pittsburgh Penguins und Minnesota North Stars in der National Hockey League auf der Position des Verteidigers bestritten hat. Darüber hinaus betreute er in den 1970er-Jahren zweimal die St. Louis Blues als Cheftrainer, ehe er im Jahr 1986 mit der Aufnahme in die Hockey Hall of Fame für seine Verdienste um den Eishockeysport geehrt wurde.

## Karriere
Boivin begann im Alter von sieben Jahren auf gefrorenen Seen und Flüssen mit dem Eishockeyspielen. Nachdem er seine Juniorenzeit zwischen 1948 und 1951 bei den Inkerman Rockets und Port Arthur Bruins, mit denen er insgesamt dreimal am Memorial Cup teilgenommen hatte, verbracht hatte, wechselte der Verteidiger 20-jährig in den Profibereich.
Nachdem die Toronto Maple Leafs bereits im November 1950 seine Transferrechte gemeinsam mit Fernie Flaman, Kenny Smith und Phil Maloney von den Boston Bruins im Tausch für Bill Ezinicki und Vic Lynn erworben hatten, debütierte Boivin im Verlauf der Saison 1951/52, die er hauptsächlich bei den Pittsburgh Hornets in der American Hockey League verbrachte, für Toronto in der National Hockey League. Derweil gewann er mit den Hornets in der AHL den Calder Cup. Ab 1952 war der Abwehrspieler für die folgenden zwei Spielzeiten fester Bestandteil des Kaders der Maple Leafs. Als einen der besten defensiven Verteidiger der NHL holten die Boston Bruins ihn jedoch im November 1954 im Tausch für Joe Klukay zurück. Boivin half den Bruins in den Jahren 1957 und 1958 zu zwei Stanley-Cup-Finalteilnahmen.
Letztlich blieb Boivin bis zum Februar 1966 in Boston – die letzten drei Jahre davon als Mannschaftskapitän –, ehe er gemeinsam mit Dean Prentice im Tausch für Gary Doak, Ron Murphy, Bill Lesuk und später noch Steve Atkinson an die Detroit Red Wings abgegeben wurde. Mit Detroit erreichte er noch im selben Jahr zum dritten Mal die Stanley-Cup-Finalspiele. Allerdings blieb der Titelgewinn abermals aus. Durch die Auswahl durch die Pittsburgh Penguins im NHL Expansion Draft 1967 verließ der Defensivspieler die Red Wings nach eineinhalb Spielzeiten und war vom Beginn der Saison 1967/68 bis zum Januar 1969 für das neu gegründete Franchise aktiv. Anschließend war er bis zu seinem Karriereende im Sommer 1970 für die Minnesota North Stars tätig, die ihn im Tausch für Duane Rupp erworben hatte. Er beendete seine aktive Karriere im Alter von 38 Jahren.
Nach seinem Karriereende blieb Boivin den Minnesota North Stars zunächst treu und arbeitete zwei Jahre als Scout. Zur Saison 1972/73 begann er dann als Trainer zu arbeiten, nachdem er vom Juniorenteam der Ottawa 67’s aus der Ontario Hockey Association verpflichtet worden war. Dort war ebenfalls zwei Spielzeiten lang tätig, ehe er wieder als Scout in die NHL wechselte. Mit Beginn des Spieljahres 1974/75 arbeitete er für die St. Louis Blues. Zusätzlich zu seinem Scouting-Posten übernahm er zu Beginn der folgenden Saison auch den Posten des Assistenztrainers unter Cheftrainer Lynn Patrick. Diesen beerbte er im Saisonverlauf, schied aber mit der Mannschaft nach erfolgreicher Qualifikation noch in der Vorrunde der Stanley-Cup-Playoffs 1976 aus. Er gab den Posten daraufhin ab, kehrte aber zu Beginn der Spielzeit 1977/78 nach St. Louis zurück. Seine zweite Amtszeit endete mit der Entlassung nach 54 Spielen aber vorzeitig. Boivon zog sich daraufhin mehrere Jahre aus dem Eishockey zurück.
Nachdem er im Jahr 1986 mit der Aufnahme in die Hockey Hall of Fame geehrt wurde, arbeitete der Kanadier in der Saison 1986/87 noch einmal als Scout für die Hartford Whalers in der NHL. Selbigen Posten füllte er abermals in der Spielzeit 1989/90 aus. Boivin verstarb im Oktober 2021 im Alter von 89 Jahren.

## Erfolge und Auszeichnungen
| - 1952 Calder-Cup-Gewinn mit den Pittsburgh Hornets - 1961 Teilnahme am NHL All-Star Game - 1962 Teilnahme am NHL All-Star Game | - 1964 Teilnahme am NHL All-Star Game - 1986 Aufnahme in die Hockey Hall of Fame |

## Karrierestatistik
(Legende zur Spielerstatistik: Sp oder GP = absolvierte Spiele; T oder G = erzielte Tore; V oder A = erzielte Assists; Pkt oder Pts = erzielte Scorerpunkte; SM oder PIM = erhaltene Strafminuten; +/− = Plus/Minus-Bilanz; PP = erzielte Überzahltore; SH = erzielte Unterzahltore; GW = erzielte Siegtore; 1 Play-downs/Relegation; Kursiv: Statistik nicht vollständig)

### NHL-Trainerstatistik
(Legende zur Trainerstatistik: Sp oder GC = Spiele insgesamt; W oder S = erzielte Siege; L oder N = erzielte Niederlagen; T oder U = erzielte Unentschieden; OTL oder OTN = erzielte Niederlagen nach Overtime oder Shootout; Pts oder Pkt = erzielte Punkte; Pts% oder Pkt% = Punktquote; Win% = Siegquote; Resultat = erreichte Runde in den Play-offs)